# 1976年夏季残疾人奥林匹克运动会奥地利代表团
1976年夏季残疾人奥林匹克运动会奥地利代表团是奥地利派出的1976年夏季残疾人奥林匹克运动会代表团。获得17枚金牌、16枚银牌和17枚铜牌。